# Elaea gestroi
Elaea gestroi är en bönsyrseart som beskrevs av Capra 1929. Elaea gestroi ingår i släktet Elaea och familjen Mantidae.

## Underarter
Arten delas in i följande underarter:
- E. g. wittmeri
- E. g. gestroi